# Саритогайський сільський округ (Байганінський район)
Саритога́йський сільський округ (каз. Сарытоғай ауылдық округі, рос. Сарытогайский сельский округ) — адміністративна одиниця у складі Байганінський району Актюбінської області Казахстану. Адміністративний центр — село Алтай-батира.
Населення — 1089 осіб (2021; 1599 у 2009, 1836 у 1999, 2054 у 1989).
Станом на 1989 рік існувала Саритогайська сільська рада (села Баршакум, Копа, Шукирші).

## Склад
До складу округу входять такі населені пункти:
| Населений пункт    | Колишні назви | Населення, осіб (1989) | Населення, осіб (1999) | Населення, осіб (2009) | Населення, осіб (2021) |
| ------------------ | ------------- | ---------------------- | ---------------------- | ---------------------- | ---------------------- |
| Алтай-батира, село | Копа, Алтай   | 1190                   | 1220                   | 1060                   | 827                    |
| Баршакум, село     | Каракога      | 543                    | 400                    | 260                    | 241                    |
| Шукирші, село      | Шукирши       | 321                    | 216                    | 279                    | 21                     |